# すずめの涙
『すずめの涙』（すずめのなみだ）は、1987年4月22日に発売された桂銀淑の2枚目のシングルである。発売元は東芝EMI。

## 解説
- 愛する男性との別れを「あばよ」と吹っ切ろうとする気丈な女性が描かれている[3]。
- タイトルは「ごくわずかなもの」を意味する慣用句「雀の涙」の流用。歌詞は生まれ変わったらスズメのような地味な存在になりたいという内容である。
- オリコンシングル・チャート100位内に47週ランクインするなど、有線リクエストやカラオケでの人気も相まってヒットし、桂の代表曲となった。
- 翌年の1988年には「夢おんな」がヒットし第21回日本有線大賞グランプリを獲得、『第39回NHK紅白歌合戦』に初出場を果たすが、歌唱曲は「すずめの涙」だった。

## 収録曲
A面
1. すずめの涙（4分28秒）
  - 作詞: 荒木とよひさ、作曲: 浜圭介、編曲: 若草恵

B面
1. ためいきワルツ（3分24秒）
  - 作詞: 小谷夏、作曲: 浜圭介、編曲: 若草恵

## カバー
- キム・ヒョンジョン（2005年）アルバム「Fun Town 20（朝鮮語版）」のリード曲。朝鮮語詞：キム・ヒョンジョン、イ・ヨンミン。タイトルは「아파요（アッパヨ ＝ 痛いです）」。原曲の歌詞「あばよ」が「アッパヨ」に置き換えて歌われた。

- 八代亜紀（1994年）アルバム『ベスト・セレクション あかんたれ』収録COCA-11681
- 南かなこ - 2006年、アルバム『かなこのはじめてのアルバム』に収録
- 永井裕子（2009年）アルバム『歌だより』収録
- なかの綾（2013年）アルバム『へたなうそ』収録
- おかゆ（2018年）アルバム『オンナナガシ』収録
- 山口かおる（2019年）アルバム『山口かおる歌謡曲集3 〜VOICE〜』収録

このほか、日本の歌手によるカバーが多数、台湾の歌手テン・リーやダイアー・リンによる日本語カバーがある。ただし、シングル曲としてのカバーはない。